# Songbird (sång)
Songbird är en låt skriven av Sharon Vaughn, Johan Fransson, Tim Larsson och Tobias Lundgren. Låten framfördes av Ellen Benediktson i Melodifestivalens första deltävling 2014 i Malmö på Malmö Arena. Där tog sig bidraget direkt till final tillsammans med Yohios bidrag "To the End". I finalen slutade bidraget på sjunde plats. 
Den 6 april 2014 gick melodin in på Svensktoppen.

## Listplaceringar
| Lista (2014) | Topplacering |
| ------------ | ------------ |
| Sverige      | 35           |

### Fotnoter
1. ↑  ”Svensktoppslistan”. Sveriges Radio. 6 april 2014. http://sverigesradio.se/sida/topplista.aspx?programid=2023&date=2014-04-06. Läst 10 april 2014.
2. ↑  ”Songbird”. Swedischcharts. 27 februari 2014. http://swedishcharts.com/showitem.asp?interpret=Ellen+Benediktson&titel=Songbird&cat=s. Läst 16 oktober 2014.